# Kayapó
Kayapó (sebe zovu Mebengnôkre, narod s velike vode; Od Tupi Indijanaca nazivani su Kaiapó, Caiapó, Cayapo, od  'kaia'  (majmun) i  'po'  (nalik),/ grupa plemena Ges Indijanaca s juga brazilske države države Pará i sjevernog Mato Grossa, poglavito uz rijeke Iriri, Bacajá i Fresco. Nekada veoma agresivni, tumarali su prašumom sve između Xingua i Tapajoza i ratovali s tamošnjim plemenima Carajá, Juruna,  Shavante, Tapirapé, Kreen-Akarore i drugima. Kayaposi su pacifizirani 1940.-tih (istočni), a zapadni 1950.-tih godina. Nisu bili miroljubivi ni prema Brazilcima, pa su i njima palili kuće, ubijali ih i uzimali ratne zarobljenike, tako da još uvijek ima potomaka ovih zarobljenika među njima. Kayapo Indijanci prepoznatljivi su po svojem obrijanom vrhu tjemena (često kod djevojčica), kao i pločicama koje nose u donjoj usni, običaj koji nalazimo i kod plemena Beiços de Pau i Botocudo.
Njihova populacija u novije vrijeme iznosi preko 5.000, a imaju 9 sela na površini od preko 28.4 millijuna četvornih kilometara.

## Povijest
Kayapó su se formirali cijepanjem od skupine Apinayé negdje krajem 19. srtoljeća, nastanivši se na područje uz rijeku Pau d'Arco. Jedan dio njih postat će poznat kao Ira-Amaire (Irã'ãmranh-re), oni će ostat uz Pau d'Arco, pa će biti i nazivani tim imenom, ali će u doticaju s misionarima pomrijet od epidemija u prvoj polovici 20. stoljeća. Drugi, Goroti Kumrenhtx, dat će porijeklo Gorotire Indijancima, i treći Porekry, postat će poznati kao Xikrin. Rana populacija iznosila je oko 7.000 od čega su prve dvije skupine imale po 3.000 pripadnika, i treći Xikrini imali su svega 1.000 ljudi

## Život i običaji
Bave se lovom i ribolovom, a riba je glavni izvor proteina. Poljodjelstvo je tipa posijeci-i-spali, a polja se nalaze u radijusu od 4-6 kilometara oko sela. Uzgaja se manioka, kukuruz, slatki krumpir, šećerna trska, banane i drugo, a također i pamuk i duhan. Muški je posao lov, ribolov, kao i izrada rukotvorina i oruđa. Omiljeno je meso jelena, tapira i pekarija, no mnogo češće uhvatemajmune, agutije i kopnene kornjače. Ptice se love najviše zbog njihovog perja. Brak je kod Kayapoa striktno monogaman, ovo vrijedi i za plemena Pau d'Arco, Timbira, Xavante i Kaingáng. Kuća i zemlja, kao i kods Timbira, uvijek je u vlasništvu žene. Selo je kružnog oblika s trgom u sredini u kojemu se nalazi muškaraćka kuća, u kojoj mladi muškarci provode život sve do svoje ženidbe, kada je napuštaju i odlazi pod ženin krov. Žena za razliku od muškarca mnikad ne napušta svoje matrilinearnošću nasljeđeno stanište.

## Jezik
Kayaposi govore više dijalekata kojima se služe razne lokalne skupine i ogranci: A’Ukre, Gorotire, Kararaô, Kubenkrankégn, Kubenkrangnotí, Kokraimôro, Menkrangnoti, Kreen-Akarôre, Kayapó do Sul, Suyá, Xikrin, Txukahamãe, Irãamráyre. Jezik pripada porodici gé. Jezik ima 17 samoglasnika i 16 suglasnika.

## Mitologija
Bogata Kayapó-mitologija poznaje među ostalim i mitove o Bepu-Kororotiju, junaku-učitelju ili kulturnom heroju, u kome Erich von Däniken vidi jednog od drevnih astronauta iz svemira. 

## Razno
Zabilježeno je da se ime ovog plemena spominje i među onima koji su kao ratni zarobljenici završili kao robovi kod mnogo južnijih Mbaya Indijanaca, uz njih i Guaná robove, spominju se i Chamacoco, Guachí, Guató, Guaraní, Caingáng, Boróro, Chiquito i paragvajski mestici.

## Vanjske poveznice
- Foto-galerija
- The Kayapo Indigenous Territories
- Kayapó

- Raoni s labretom u donjoj usni i Jacques Chirac
- ákkápa-ri, pernati ukras za glavu
- Mlade kayapo-žene obrijanih tjemena, Pará, Brazil